# Diocesi di Drusiliana
La diocesi di Drusiliana (in latino Dioecesis Drusilianensis) è una sede soppressa e sede titolare della Chiesa cattolica.

## Storia
Drusiliana, identificabile con Khanguet-El-Kidem nell'odierna Tunisia, è un'antica sede episcopale della provincia romana dell'Africa Proconsolare, suffraganea dell'arcidiocesi di Cartagine.
La sede è conosciuta solo per la presenza dei suoi vescovi alla conferenza svoltasi a Cartagine nel 411, che vide riuniti assieme i vescovi cattolici e donatisti dell'Africa: la parte cattolica era rappresentata da Rufino, mentre quella donatista da Restituto.
Drusiliana è annoverata tra le sedi vescovili titolari della Chiesa cattolica; dal 16 aprile 2009 il vescovo titolare è Josyf Miljan, vescovo ausiliare di Kiev.

## Cronotassi

### Vescovi
- Rufino † (menzionato nel 411)
  - Restituto † (menzionato nel 411) (vescovo donatista)

### Vescovi titolari
- Joseph Klemann, O.S.F.S. † (24 febbraio 1931 - 21 marzo 1960 deceduto)
- José María Cirarda Lachiondo † (9 aprile 1960 - 22 luglio 1968 nominato vescovo di Santander)
- Fernando (José Ismael) Errázuriz Gandarillas † (31 gennaio 1969 - 31 agosto 1973 deceduto)
- Aurélio Granada Escudeiro † (18 marzo 1974 - 30 giugno 1979 nominato vescovo di Angra)
- Affonso Felippe Gregory † (2 agosto 1979 - 16 luglio 1987 nominato vescovo di Imperatriz)
- Horácio Coelho Cristino † (20 agosto 1987 - 8 maggio 1995 deceduto)
- Giuseppe Merisi (8 settembre 1995 - 14 novembre 2005 nominato vescovo di Lodi)
- Josyf Miljan, M.S.U., dal 16 aprile 2009